# Amberd (vattendrag)
Amberd  (armeniska: Ամբերդ) är ett vattendrag i Armenien. Det ligger i den västra delen av landet, 21 kilometer väster om huvudstaden Jerevan.
Trakten runt Amberd består i huvudsak av gräsmarker. Runt Amberd är det ganska tätbefolkat, med 230 invånare per kvadratkilometer.